# 大月警察署
大月警察署（おおつきけいさつしょ）は、山梨県警察が管轄する警察署の一つである。
2007年4月1日の管轄再編により、都留警察署（つるけいさつしょ）と統合された。

## 所在地

### 本庁舎
- 山梨県大月市大月町真木197-3

### 分庁舎

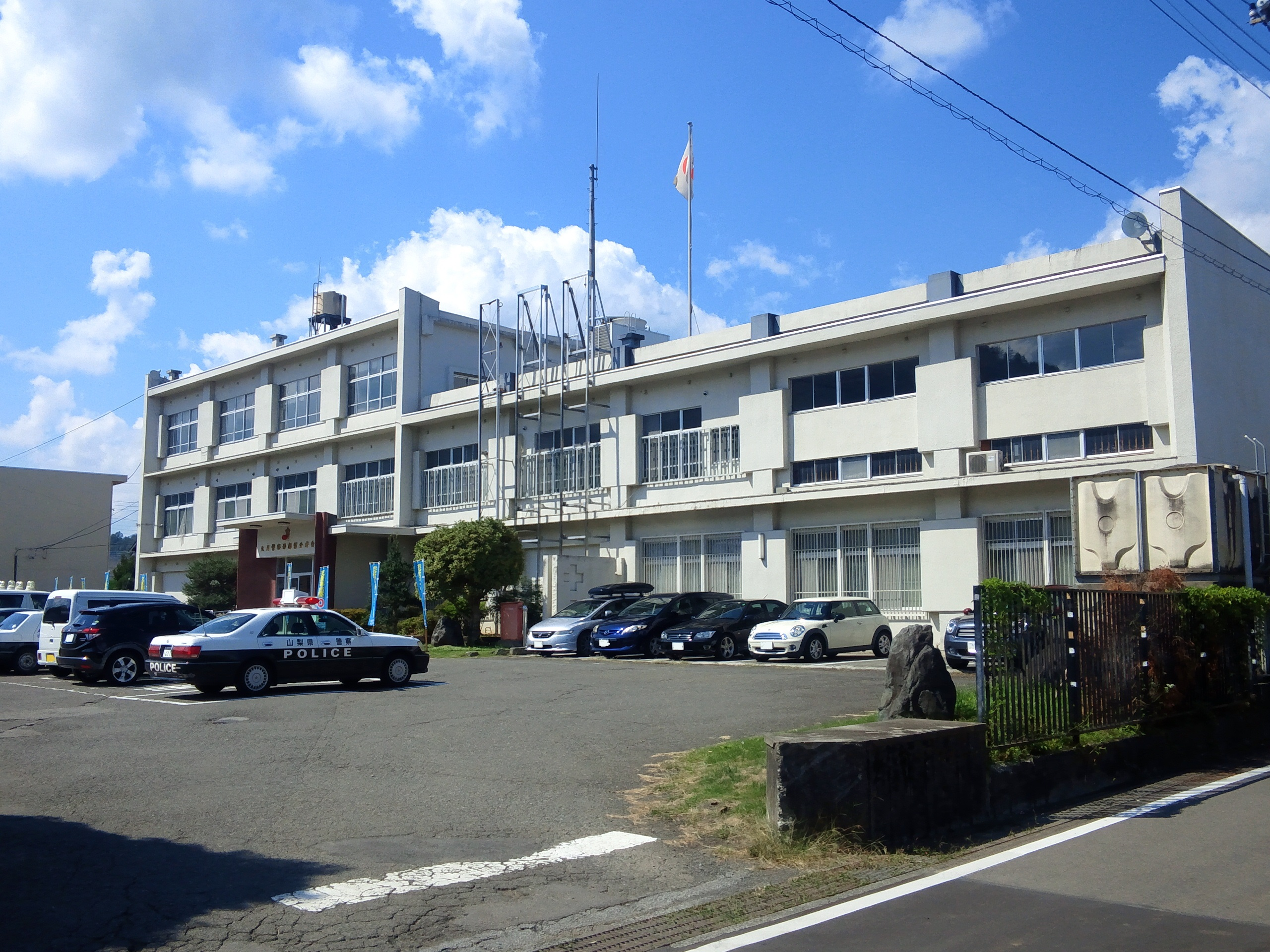
都留分庁舎

- 都留分庁舎（都留市下谷3-2-18） - 旧都留警察署。地域課と交通課が配置されており、旧都留警察署管内の車庫証明などは、本庁舎でなく当分庁舎で取り扱う。

## 管轄区域
- 都留市
- 大月市
- 南都留郡
  - 西桂町
  - 道志村

※かつては旧秋山村も管轄していたが、2007年4月1日の管轄再編で上野原警察署管轄となった。

## 沿革
- 1873年（明治6年） - 巡査屯所として開署。
- 1877年（明治10年）8月 - 猿橋警察署に昇格。
- 1881年（明治14年）7月 - 谷村警察署として開署。
- 1926年（大正15年） - 上野原分署が警察署として独立。
- 1948年（昭和23年）3月7日 - 旧警察法の公布に伴い、国家地方警察山梨県本部が発足。大月地区警察署に改称。
- 1954年（昭和29年）7月1日 - 警察法の改正に伴い、山梨県警察が発足。「山梨県大月警察署」となる。
- 1991年（平成3年）5月 - 現在地に新築移転。
- 2007年（平成19年）4月1日 - 都留警察署と統合。都留警察署は、「大月警察署都留分庁舎」に改称する。

## 交番

### 大月市
- 大月駅前交番（大月市大月一丁目21番16号）

### 都留市
- 都留文科大学前駅交番（都留市田原2-7-14）

## 警察官駐在所

### 大月市
- 笹子警察官駐在所（大月市笹子町黒野田1324）

- 初狩警察官駐在所（大月市初狩町中初狩198-9）
- 七保警察官駐在所（大月市七保町葛野2368-1）
- 猿橋警察官駐在所（大月市猿橋町猿橋191-5）
- 富浜警察官駐在所（大月市富浜町鳥沢2757）
- 梁川警察官駐在所（大月市梁川町綱の上710-5）

### 都留市
- 東桂警察官駐在所（都留市桂町793-4）
- 住吉警察官駐在所（都留市法能404-9）
- 禾生警察官駐在所（都留市古川渡530-1）
- 盛里警察官駐在所（都留市朝日馬場304）
- 宝警察官駐在所（都留市中津森719）

### 西桂町
- 西桂警察官駐在所（南都留郡西桂町小沼1592-3）

### 道志村
- 道志警察官駐在所（南都留郡道志村8022）